# 挑戰未來2：星雲
《挑戰未來2：星雲》（英語：Nemesis 2: Nebula，或簡稱）是一部1995年美國科幻動作片，1992年電影《超越終結者》的續集，講述人類在生化人戰爭中戰敗，唯擁有特殊基因的神童能改變一切，其母親帶著神童穿越至1980年代的過去。如今神童已成長成英勇的女戰士，並得對付來自未來的生化殺手追殺。電影由亞伯特·派努執導，蘇·普萊斯、查德·史塔赫斯基、蒂娜·考特（Tina Coté）及厄爾·懷特（Earl White）主演。本片1995年9月26日美國錄影帶首映。

## 劇情
2027年，生化警察艾力·雷恩行動失敗後的73年來，人類在生化人戰爭中戰敗而成為奴隸。叛軍科學家已經開發出一種新的DNA菌株，能發出使生化人終結的信號，並將其注射至懷孕的志願者扎娜體內。當生化人得知扎娜和她的神童孩子時，兩人都被列入處決名單；扎娜偷了一輛生化飛船並穿越時空，逃往1980年的東非。扎娜遭當地叛軍殺害，但嬰兒獲得非洲土著部落搭救。二十年後，嬰兒「艾莉」成長茁壯，並通過部落的成長考驗，成為獨當一面的戰士。但與此同時生化人派出機器賞金獵人「星雲」也花了二十年找到了艾莉，來到此地企圖捉拿她並帶回未來。
星雲殺死了收養艾莉的部落，鍥而不捨地追殺著她。艾莉在躲避對方的路途中遭叛軍俘虜，自行脫困後發現也被俘虜的美國探險家姊妹——艾米莉及珊；艾米莉聲稱她們的飛機能一起帶走艾莉，使艾莉同意幫助護送她們。但艾米莉及珊實際上並非姊妹，而僅是搭檔，當兩人被叛軍捉住時，艾米莉出賣了珊，私自與叛軍領袖交易，帶對方前往飛機和寶藏的藏身處；被拋棄的珊則遭叛軍傭兵殺死。目睹一切的艾莉殺死叛軍領袖後，要脅艾米莉不准欺騙自己。
在礦場，艾米莉和艾莉抵達飛機的途中，星雲尾隨在後。星雲對艾莉的一次攻擊，讓艾米莉趁機開走飛機拋棄了艾莉。被拋棄的艾莉與星雲決一死戰，直到利用星雲的斷指成功殺死了難纏的對方。艾米莉的飛機則因漏油而墜毀，自己也隨之喪命。最後，倖存的艾莉被一輛非洲軍方車輛載走，但一團神秘的火光在遠處閃爍。

## 演員
- 蘇·普萊斯飾演艾莉（Alex）[3]
  - 札卡里·史都德（Zachary Studer）飾演年幼的艾莉
- 查德·史塔赫斯基飾演星雲（Nebula）[3]
  - 麥可·海爾賽（Michael Halsey）配音星雲／旁白
- 蒂娜·考特（Tina Coté）飾演艾米莉（Emily）
- 厄爾·懷特（Earl White）飾演波（Po）／朱納（Juna）
- 賈希·J·J·祖里（Jahi J.J. Zuri）飾演祖米（Zumi）／叛軍#2
- 凱倫·史都德（Karen Studer）飾演扎娜（Zana）
- 莎朗·布魯諾（英语：Sharon Bruneau）飾演洛克（Lock）
- 黛比·馬格里（英语：Debbie Muggli）飾演迪特科（Ditko）
- 戴夫·費雪（英语：Dave Fisher）飾演奧斯陸（Oslo）
- 崔西·戴維斯（Tracy Davis）飾演珊（Sam）
- 理查·塞特倫（Richard Cetrone）飾演叛軍僱傭兵#1

## 外部連結
- 互联网电影数据库（IMDb）上《挑戰未來2：星雲》的资料（英文）